# Henkel
Henkel, «Хе́нкель» — немецкая транснациональная компания, производитель чистящих и моющих средств, косметики и средств личной гигиены, клеевых материалов. В списке крупнейших компаний мира Forbes Global 2000 за 2023 год заняла 479-е место.
Штаб-квартира — в Дюссельдорфе. Основные рынки — США, Германия и Китай.

## История
В 1876 году в Ахене молодой торговец Фриц Хенкель вместе с двумя приятелями основал компанию Henkel & Cie, производившую Universalwaschmittel — первый универсальный стиральный порошок, приготовленный на основе силиката. В 1878 году была открыта фабрика в Дюссельдорфе, куда в 1899 году была перенесена штаб-квартира компании. В 1884 году была куплена компания Rheinische Wasserglasfabrik, производитель силикатов, основного ингредиента стирального порошка. Значительный импульс в развитии фирма получила в 1907 году благодаря выводу на рынок марки Persil (названной по двум составляющим, перборат и силикат). Рекламируя свою продукцию, владельцы Henkel первыми среди других немецких компаний начали информировать покупателей о составе и особенностях продукции. В 1913 году в Швейцарии было открыто первое зарубежное представительство. Из-за перебоев с поставками клея для упаковок порошка Henkel в 1923 году начала собственное производство клеящих материалов. В начале 1930-х годов ассортимент продукции был расширен моющими средствами для промышленности, чистящими средствами и полиролями. К 1939 году производственные мощности Henkel насчитывали 16 фабрик в Германии и других странах Европы.
Во время Второй мировой войны компанией Henkel использовался рабский труд заключённых и военнопленных. С 1946 года компания начала выпускать косметику и средства личной гигиены. В 1950-х годах были открыты фабрики в Японии и Бразилии. В 1960 году была куплена базирующаяся в США компания Standard Chemical Products. В 1974 году компания запатентовала Sasil, соединение, заменяющее фосфаты в стиральных порошках (фосфаты загрязняют окружающую среду); в 1982 году начался выпуск порошка Dixan на его основе. В 1980-х годах Henkel продолжал расширяться как за счёт поглощений, так и за счёт открытия новых фабрик, в частности, в 1984 году в Малайзии; наиболее значительным был рост в США.
С начала 1990-х годов компания значительные усилия направила на увеличение присутствия в Азии, в первую очередь в Китае, где к 1994 году было создано 8 совместных предприятий. В 1995 году после поглощения компании Schwarzkopf в составе Henkel Group возникло косметическое подразделение Schwarzkopf & Henkel, специализирующееся на средствах по уходу за волосами. В 1996 году была куплена компания Novamax Technologies (защитные покрытия металлов), а в 1997 году — Loctite (клеи и герметики). До середины 1990-х годов компания контролировалась потомками основателя, но в 1996 году провела размещение акций на бирже.
В 2004 году за 2,9 млрд долларов была куплена базирующаяся в США The Dial Corporation, с которой ранее было создано несколько совместных предприятий в США и Мексике. В 2008 году за 2,7 млрд фунтов была куплена компания National Starch, ранее принадлежавшая AkzoNobel. В 2016 году позиции на рынке стиральных порошков были укреплены покупкой американской компании Sun Products.

## Собственники и руководство

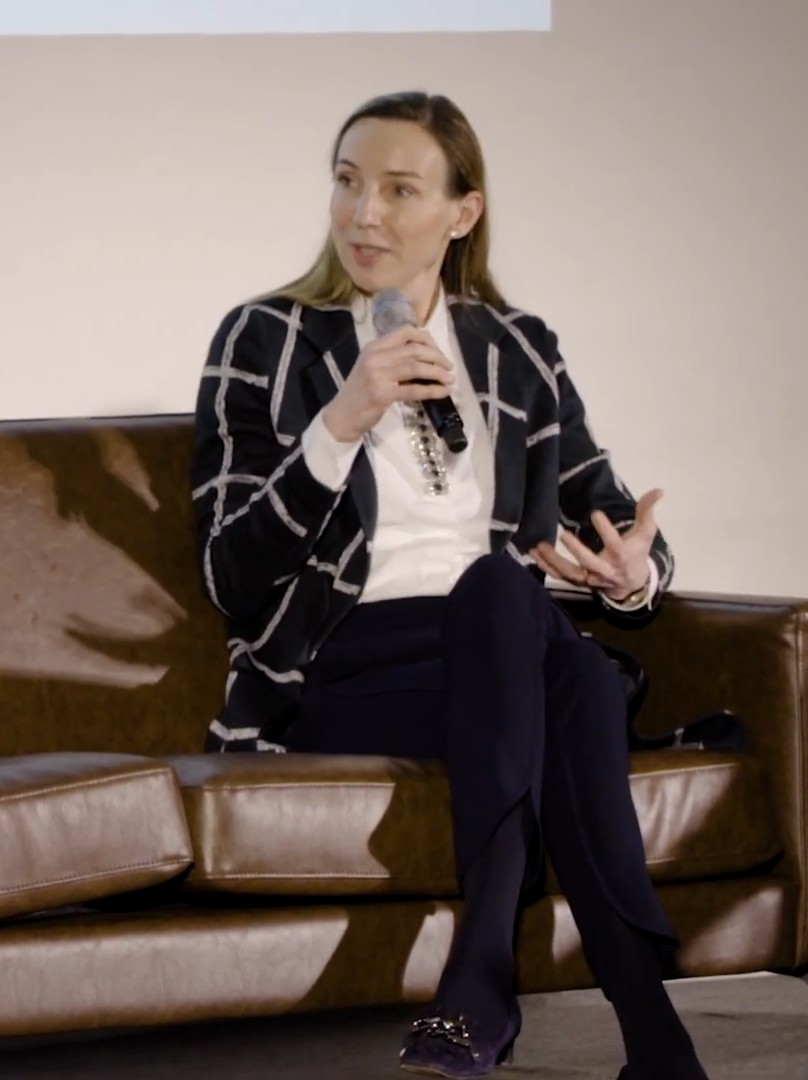
Симона Багель-Трах (2020 год)

Семья Хенкель сохраняет контроль над компанией, потомкам основателя принадлежит 61,56 % акций. Остальные акции в основном находятся у институциональных инвесторов из США, а также Великобритании, Германии и других стран Европы.
- Симона Багель-Трах (Dr. Simone Bagel-Trah, род. 10 января 1969 года) — председатель наблюдательного совета и комитета акционеров с 2009 года, праправнучка основателя. Также входит в наблюдательный совет Bayer.
- Карстен Кнобель (Carsten Knobel, род. 11 января 1969 года) — председатель правления, в компании с 1995 года[1].

## Деятельность
Henkel AG & Co. KGaA является холдинговой компанией для группы Henkel, в которую входит 23 немецкие и 183 зарубежные компании. Штаб-квартира находится в Дюссельдорфе, региональные центры — в Стамфорде (Коннектикут, США), Мехико (Мексика), Сан-Паулу (Бразилия), Вене (Австрия), Дубае (ОАЭ), Шанхае (КНР). В группу Henkel входят 340 заводов в 70 странах.
Основные подразделения по состоянию на 2021 год:
- Клеи — производство клеев, герметиков, защитных покрытий, клейких лент и подобной продукции для бытового и промышленного применения; торговые марки Loctite, Technomelt, Bonderite; выручка 9,64 млрд евро;
- Моющие средства — производство стиральных порошков, кондиционеров для стирки, средств для посудомоечных машин, освежителей воздуха; торговые марки Persil, All, Bref; выручка 6,61 млрд евро;
- Косметика — производство средств по уходу за волосами, кожей и ротовой полостью; торговые марки Schwarzkopf, Dial, Syoss; выручка 3,68 млрд евро.

Географическое распределение выручки:
- Западная Европа — 5,99 млрд евро;
- Северная Америка — 5,03 млрд евро;
- Азиатско-Тихоокеанский регион — 3,37 млрд евро;
- Восточная Европа — 3,11 млрд евро;
- Африка и Ближний Восток — 1,21 млрд евро;
- Латинская Америка — 1,21 млрд евро.

|                     | 2008  | 2009  | 2010  | 2011  | 2012  | 2013  | 2014  | 2015  | 2016  | 2017  | 2018  | 2019  | 2020  | 2021  |
| ------------------- | ----- | ----- | ----- | ----- | ----- | ----- | ----- | ----- | ----- | ----- | ----- | ----- | ----- | ----- |
| Оборот              | 14,13 | 13,57 | 15,09 | 15,61 | 16,51 | 16,36 | 16,43 | 18,09 | 18,71 | 20,03 | 19,90 | 20,11 | 19,25 | 20,07 |
| Чистая прибыль      | 1,233 | 0,628 | 1,143 | 1,191 | 1,526 | 1,625 | 1,662 | 1,968 | 2,093 | 2,541 | 2,330 | 2,103 | 1,424 | 1,629 |
| Активы              | 16,17 | 15,82 | 17,53 | 18,49 | 19,53 | 19,34 | 20,96 | 22,32 | 27,95 | 28,33 | 29,56 | 31,41 | 30,24 | 32,67 |
| Собственный капитал | 6,535 | 6,544 | 7,950 | 8,670 | 9,511 | 10,16 | 11,64 | 13,81 | 15,19 | 15,65 | 17,00 | 18,61 | 17,87 | 19,79 |
| Рын. капитализация  | 8,9   | 14,6  | 18,3  | 17,6  | 24,6  | 34,7  | 36,8  | 41,4  | 45,9  | 45,6  | 39,3  | 38,2  | 36,9  | 30,5  |

### Henkel в СССР и России
В 1979 году на заводе «Эра» в городе Тосно Ленинградской области по лицензии и рецептуре компании Henkel начали производить клей, получивший название «Момент» (Henkel купил компанию «Эра» в 1994 году).
На российском рынке компания Henkel работала с 1 сентября 1990 года, когда было основано первое совместное предприятие «Совхенк» в городе Энгельсе. Всего по состоянию на конец августа 2015 года в России у Henkel работало девять предприятий в городах: Тосно, Энгельсе, Перми, Коломне, Челябинске, Ульяновске, Ногинске, Новосибирске и в селе Кочубеевском.
После вторжения России на Украину компания в марте 2022 года заявила о приостановке инвестиций в Россию из-за санкций, в апреле — о прекращении всей деловой активности и о выходе из бизнеса в России, сделка по продаже российского подразделения «Хенкель Рус» была завершена в мае 2023 года. С 1 января 2023 года компания изменила название с «Хенкель Рус» на «ЛАБ Индастриз». Заводы продолжают работать в обычном режиме.